# Una fortuna da cani
Una fortuna da cani (titolo originale You Lucky Dog) è un film per la televisione che fu trasmesso per la prima volta il 27 giugno 1998.
La canzone Togetherness è stata nominata ai Primetime Emmy Awards 1999.

## Trama
In questo film Kirk Cameron recita nella parte di uno psicologo per cani famoso per saper leggere nella loro mente. All'inizio del film, il personaggio però non ha più questa capacità ma nonostante ciò viene comunque coinvolto in un nuovo caso dove è protagonista un cane il cui padrone è defunto da poco lasciandogli in eredita 64 milioni di dollari. Il suo compito sarà quello di leggere nella mente del cane e capire cosa vuole fare dell'eredità ricevuta. Alla fine Jack riacquisterà le sue capacità  e scoprirà le cause della morte del padrone del cane.